# Danh sách vườn quốc gia tại Argentina
Vườn quốc gia tại Argentina là một mạng lưới bao gồm 33 vườn quốc gia. Các địa điểm này bao gồm rất nhiều dạng địa hình và môi trường sinh thái, từ vườn quốc gia Baritú trên biên giới phía Bắc với Bolivia tới Vườn quốc gia Tierra del Fuego ở xa về phía nam của lục địa.
Việc thành lập các vườn quốc gia bắt đầu vào năm 1903 khi 73 dặm vuông đất ở chân dãy Andes gần thị trấn Francisco Moreno, thuộc tỉnh Santa Cruz được đưa vào quản lý. Điều này tạo thành hạt nhân của một khu vực được bảo vệ lớn hơn ở Patagonia gần San Carlos de Bariloche. Năm 1934, một đạo luật đã được thông qua việc thành lập hệ thống các vườn quốc gia, hình thành các khu vực được bảo vệ đầu tiên là Vườn quốc gia Nahuel Huapi và vườn quốc gia Iguazú. Lực lượng cảnh sát của các vườn quốc gia cũng đã được thành lập, thực thi pháp luật, ngăn ngừa chặt phá rừng và săn bắn. Nhiệm vụ ban đầu của họ phần lớn là để thiết lập chủ quyền quốc gia trên các khu vực tranh chấp và bảo vệ biên giới. Năm vườn quốc gia tiếp tục được thành lập vào năm 1937 tại Patagonia và các thị trấn mọc ra với dịch vụ và kế hoạch để thúc đẩy du lịch và giáo dục. Sáu vườn quốc gia khác được thành lập vào năm 1970.
Năm 1970, một đạo luật mới thành lập bảo vệ các nhóm vườn quốc gia mới, thành lập các vườn quốc gia về di tích quốc gia, khu bảo tồn giáo dục và khu bảo tồn tự nhiên. Ba vườn quốc gia đã được công bố trong những năm 1970. Trong năm 1980, một luật mới khẳng định vị thế của các vườn quốc gia - pháp luật này vẫn còn có hiệu lực tới ngày nay. Những năm 1980 chứng kiến việc cộng đồng và chính quyền địa phương đã giúp đỡ trong việc điều hành và phát triển các vườn quốc gia. Mười vườn quốc gia tiếp tục được thành lập với sự hợp tác và giúp đỡ của dân địa phương. Năm 2000, Vườn quốc gia Mburucuyá và vườn quốc gia Copo đã được thành lập, cùng với El Leoncito là một khu bảo tồn thiên nhiên đã được nâng lên thành một vườn quốc gia.
Trụ sở của Cục vườn quốc gia là tại trung tâm thành phố Buenos Aires, trên khu phố Santa Fe Avenue. Một thư viện và trung tâm thông tin được mở cửa cho công chúng mỗi ngày.
Dưới đây là danh sách 33 vườn quốc gia trên đất liền cùng với 3 vườn quốc gia biển của Argentina (1 vườn quốc gia dự kiến thành lập).

## Danh sách

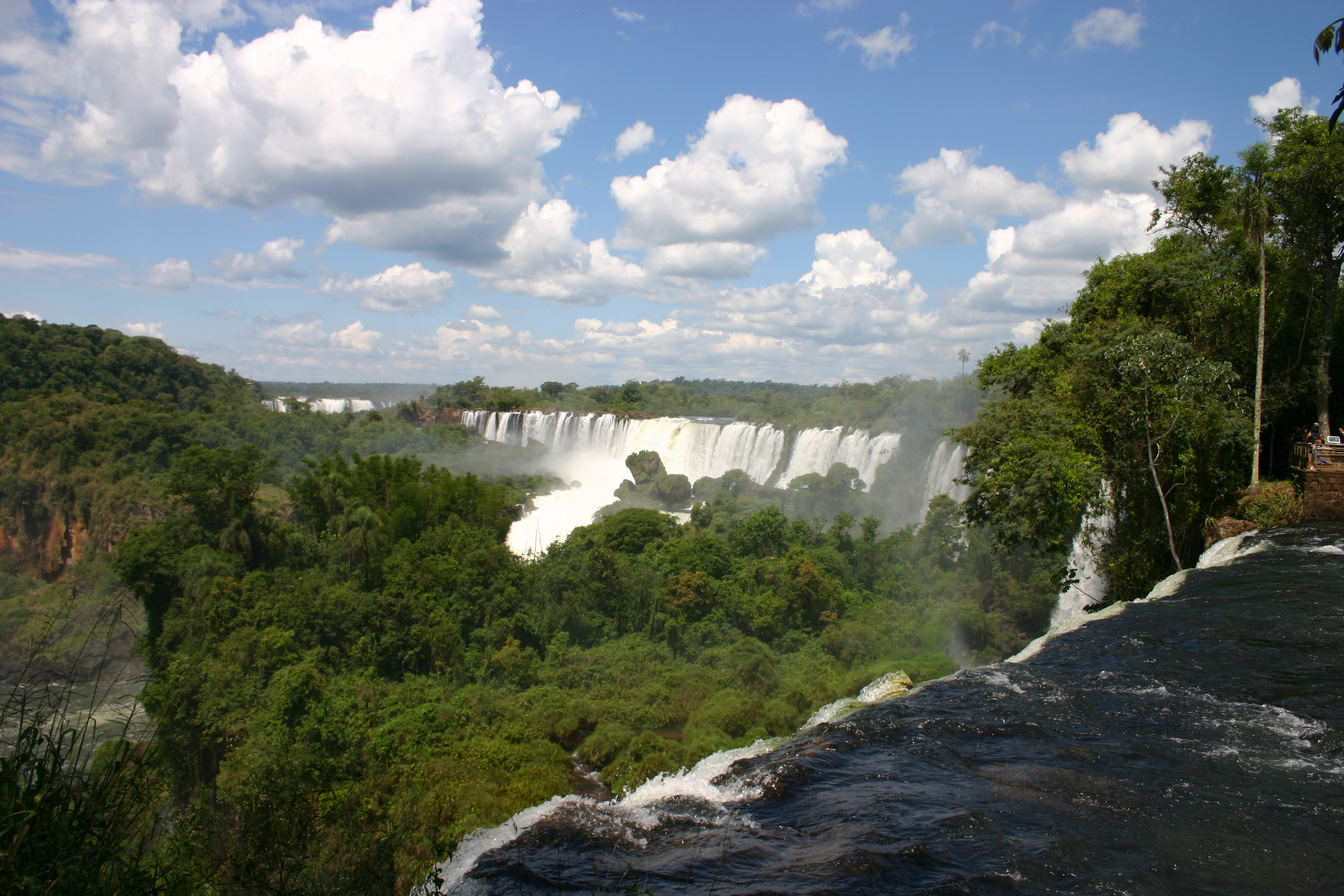
Vườn quốc gia Iguazú.

| Số thứ tự | Tên                                  | Năm thành lập | Diện tích (km²) | Vị trí (tỉnh)        |
| --------- | ------------------------------------ | ------------- | --------------- | -------------------- |
| 1         | Vườn quốc gia Chaco                  | 1954          | 150             | Chaco                |
| 2         | Vườn quốc gia Iguazú                 | 1934          | 550             | Misiones             |
| 3         | Vườn quốc gia Mburucuyá              | 2001          | 176             | Corrientes           |
| 4         | Vườn quốc gia sông Pilcomayo         | 1992          | 519             | Formosa              |
| 5         | Vườn quốc gia Baritú                 | 1974          | 720             | Salta                |
| 6         | Vườn quốc gia Calilegua              | 1979          | 295             | Jujuy                |
| 7         | Vườn quốc gia Campo de los Alisos    | 1995          | 100             | Tucumán              |
| 8         | Vườn quốc gia Copo                   | 1998          | 1.142,5         | Santiago del Estero  |
| 9         | Vườn quốc gia El Rey                 | 1998          | 441,62          | Salta                |
| 10        | Vườn quốc gia Los Cardones           | 1996          | 650             | Salta                |
| 11        | Vườn quốc gia Campos del Tuyú        | 2009          | 30,4            | Buenos Aires         |
| 12        | Vườn quốc gia El Palmar              | 1966          | 85              | Entre Ríos           |
| 13        | Vườn quốc gia Quần đảo Santa Fé      | 2010          | 29              | Santa Fe             |
| 14        | Vườn quốc gia Predelta               | 1992          | 24,58           | Entre Ríos           |
| 15        | Vườn quốc gia Quebrada del Condorito | 1996          | 370             | Córdoba              |
| 16        | Vườn quốc gia El Leoncito            | 1994          | 760             | San Juan             |
| 17        | Vườn quốc gia Los Venados            | dự kiến       |                 | San Luis             |
| 18        | Vườn quốc gia San Guillermo          | 1998          | 1.700           | San Juan             |
| 19        | Vườn quốc gia Sierra de las Quijadas | 1991          | 1.500           | San Luis             |
| 20        | Vườn quốc gia Talampaya              | 1997          | 2.150           | La Rioja             |
| 21        | Vườn quốc gia Lago Puelo             | 1971          | 276,74          | Chubut               |
| 22        | Vườn quốc gia Laguna Blanca          | 1940          | 112,5           | Neuquén              |
| 23        | Vườn quốc gia Lanín                  | 1937          | 3.790           | Neuquén              |
| 24        | Vườn quốc gia Lihué Calel            | 1977          | 99              | La Pampa             |
| 25        | Vườn quốc gia Los Alerces            | 1937          | 2.630           | Chubut               |
| 26        | Vườn quốc gia Los Arrayanes          | 1971          | 17,53           | Neuquén              |
| 27        | Vườn quốc gia Los Glaciares          | 1937          | 4.459           | Santa Cruz           |
| 28        | Vườn quốc gia Nahuel Huapi           | 1934          | 7.050           | Neuquén và Río Negro |
| 29        | Vườn quốc gia Perito Moreno          | 1937          | 1.150           | Santa Cruz           |
| 30        | Vườn quốc gia Monte León             | 2004          | 621,68          | Santa Cruz           |
| 31        | Vườn quốc gia Tierra del Fuego       | 1960          | 630             | Tierra del Fuego     |
| 32        | Vườn quốc gia biển Nam Patagonia     | 2008          | 1.321,24        | Chubut               |
| 33        | Vườn quốc gia biển Makenke           | 2012          | 712,7           | Santa Cruz           |
| 34        | Vườn quốc gia biển Pingüino          | 2012          | 1.595,26        | Santa Cruz           |
| 35        | Vườn quốc gia Rừng hóa đá Jaramillo  | 2012          |                 | Santa Cruz           |
| 36        | Vườn quốc gia El Impenetrable        | 2014          |                 | Chaco                |

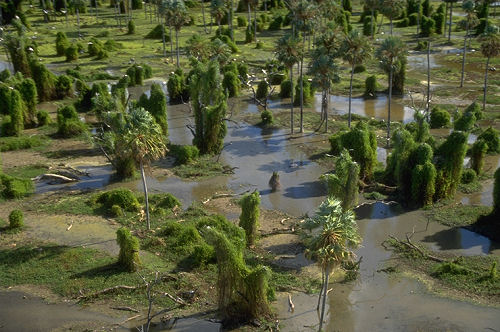
Đầm lầy của Vườn quốc gia Río Pilcomayo.

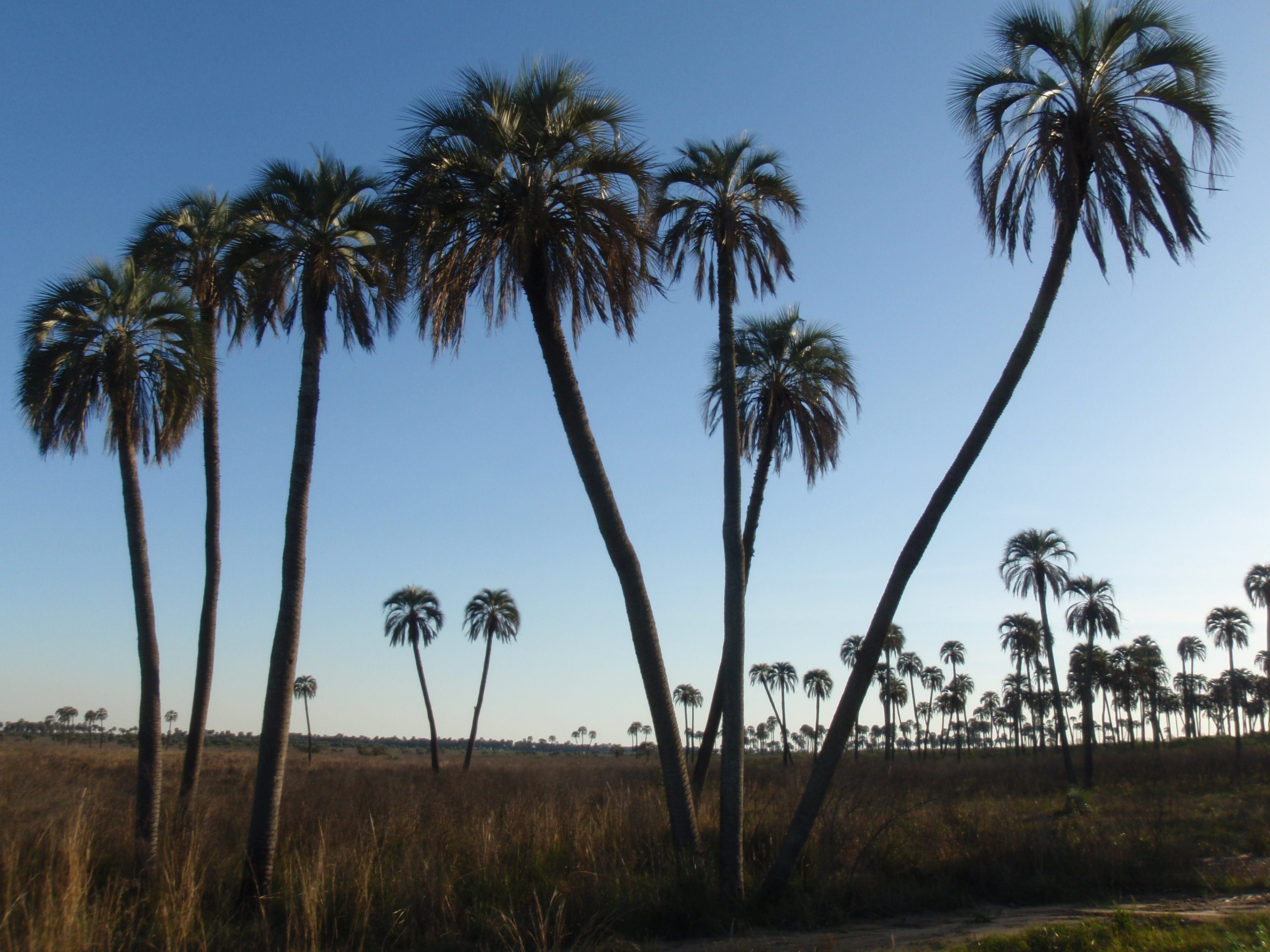
những cây cọ tại Vườn quốc gia El Palmar.

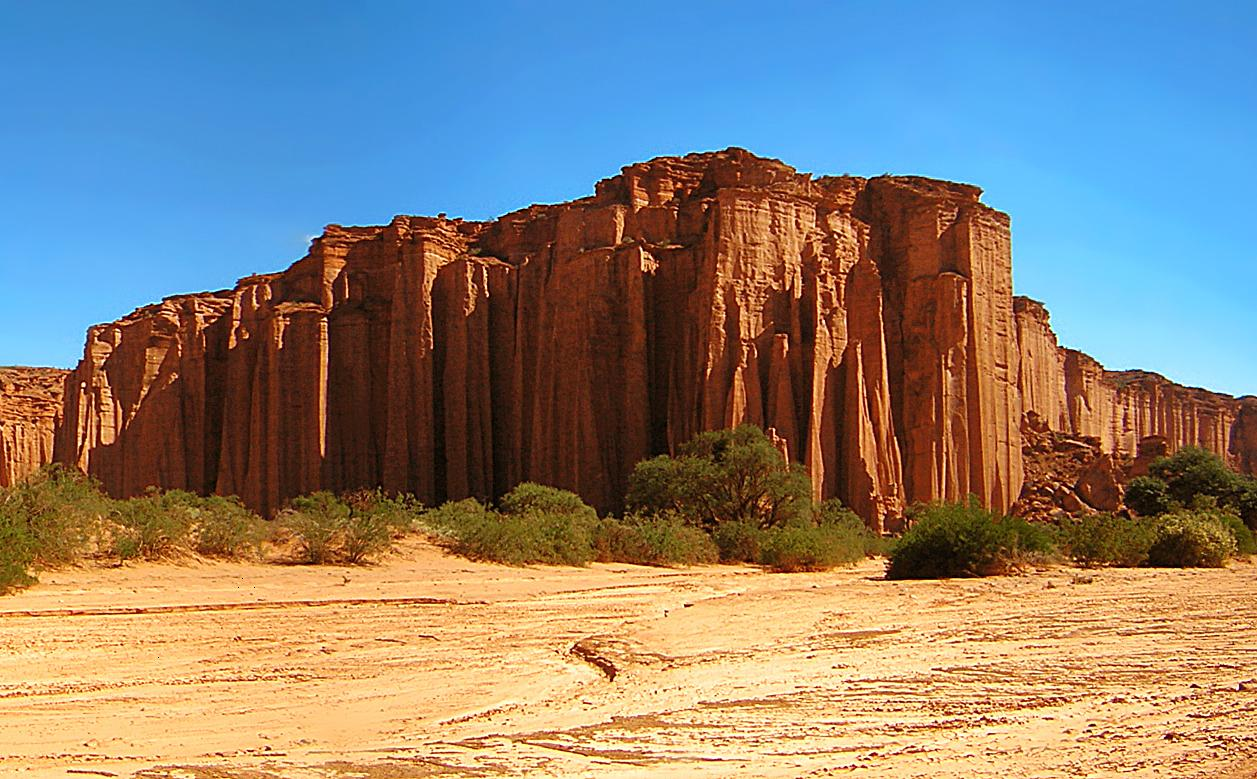
Vườn quốc gia Talampaya, một phần của di sản thế giới năm 2000.

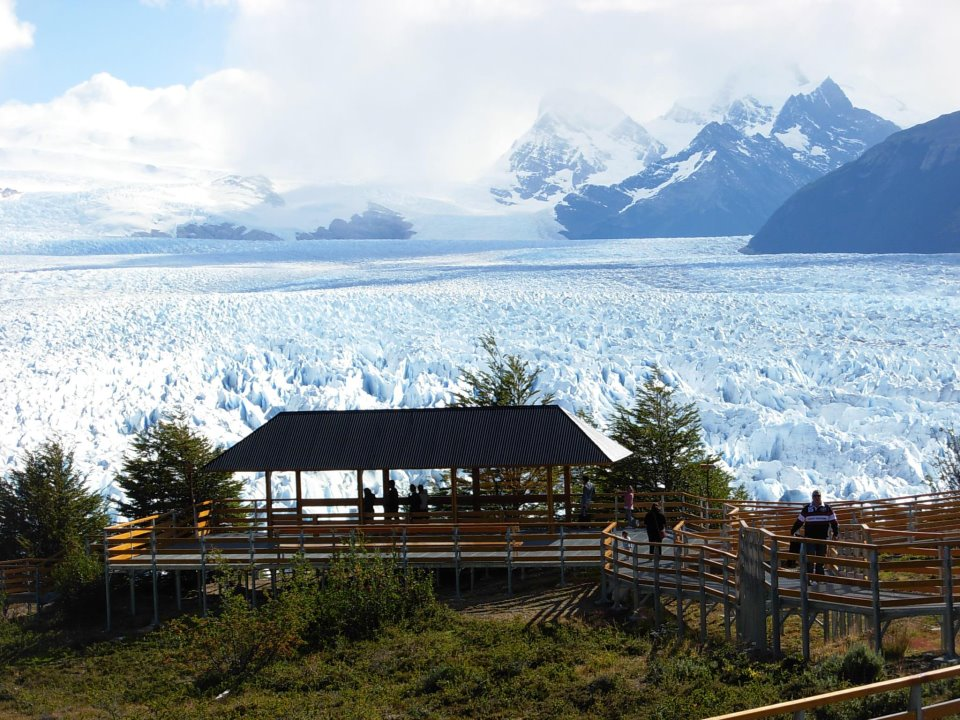
Sông băng Perito Moreno tại Vườn quốc gia Los Glaciares, di sản thế giới năm 1981.

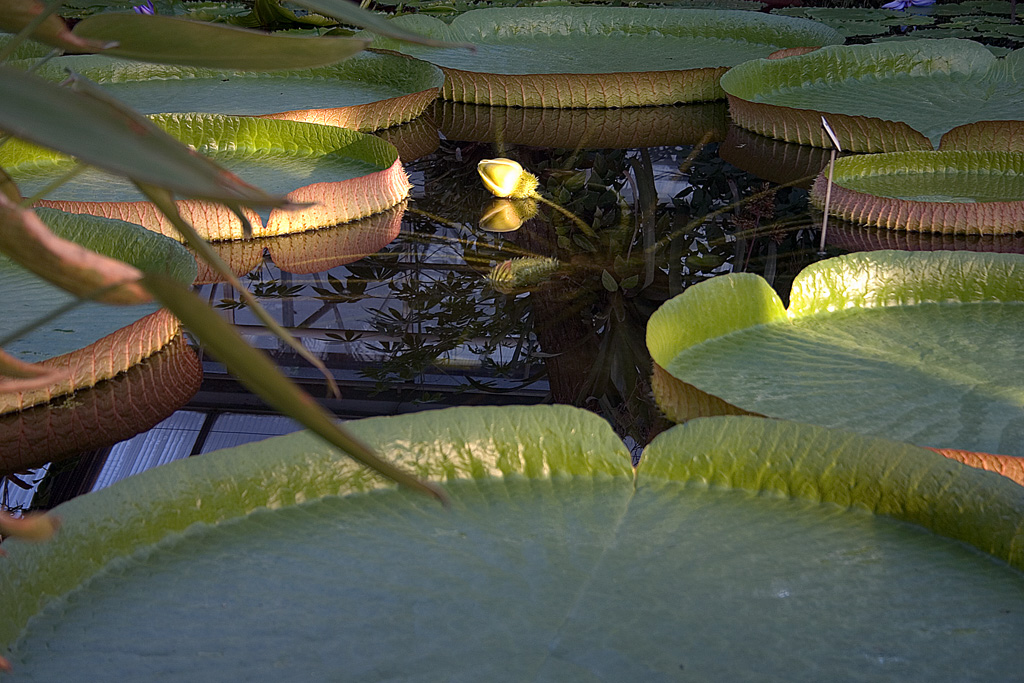
Vườn quốc gia Quần đảo Santa Fé.

Vào ngày 06 tháng 8 năm 2011, dự án thành lập Vườn quốc gia La Fidelidad, với diện tích 1480 km² trên địa bàn tỉnh Chaco. Đến ngày 24 tháng 10 năm 2014,  theo Luật 26.996 được sự đồng thuận nhất trí bởi hạ viện và thượng viện Argentina, Vườn quốc gia El Impenetrable chính thức được thành lập.
Tháng 2 năm 2013, nỗ lực để thành lập vườn quốc gia Somuncurá, nằm trên cao nguyên rộng lớn của tỉnh Río Negro, kéo dài 1.4 triệu ha tương đương với 14000 km², làm cho nó trở thành vườn quốc gia lớn nhất tại Argentina.